# Дмитриченко, Павел Витальевич
Па́вел Вита́льевич Дмитриче́нко (род. 3 января 1984, Москва) — российский танцовщик, артист балета Большого театра (2002—2014), председатель творческого профсоюза работников Большого театра (с 2018).
В декабре 2013 года был признан виновным в организации покушения на художественного руководителя балета Большого театра Сергея Филина и приговорён к шести годам лишения свободы с отбыванием срока в колонии строгого режима. Приговор вступил в законную силу в марте 2014 года; в мае 2016 года, проведя 3 года в заключении, в порядке УДО вышел на свободу.

## Биография
Родился в семье артистов Государственного академического ансамбля народного танца под руководством Игоря Моисеева. В 2002 году окончил Московскую академию хореографии по классу педагога Игоря Уксусникова, после чего был принят в балетную труппу Большого театра. В 2004 году получил диплом Международного балетного конкурса в Риме (Италия). В 2005 году окончил Институт русского театра по специальности «педагог-хореограф» (курс Михаила Лавровского).
Согласно сообщениям прессы, на начало марта 2013 года состоял в незарегистрированном браке с балериной Анжелиной Воронцовой (сам артист этой информации публично не подтверждал).

### Уголовное дело
17 января 2013 года на художественного руководителя балета Большого театра было совершено нападение: знакомый Дмитриченко Юрий Заруцкий окликнул Сергея Филина около его дома и плеснул ему в лицо электролитом. 5 марта в квартире Дмитриченко прошёл обыск, и он был задержан.
В марте 2013 года, после ареста Дмитриченко, артисты балета Большого театра избрали его главой профсоюза вместо художественного руководителя балета Сергея Филина.
Во время слушаний по делу, по утверждению адвоката Филина, менял свои показания. Через два с половиной месяца он в частности, заявил:

Вы уверены, что я это сделал? Я вину не признавал. <…> Я хочу сказать, что я не заказывал причинить вред человеку <…> Это абсолютная неправда, что я ему заказывал облить кислотой Сергея Филина. <…> Я рассказывал Юрию Заруцкому о политике, которая проводится в Большом театре, про те нарушения, которые там есть, про коррупционные действия. Когда он предложил: давай, я его побью, — я согласился на его предложение. Это единственное, что я признаю.
После оглашения прокурором обвинительного заключения Павел заявил о непризнании вины: «Обвинение мне понятно, но я с ним не согласен. Я никогда не просил Заруцкого совершать нападение на Филина и наносить тяжкий вред его здоровью».
В ходе прений сторон прокурор потребовал обвиняемому Дмитриченко наказания в виде 9 лет лишения свободы. Дмитриченко был назван организатором нападения, 3 декабря 2013 года в Мещанском суде города Москвы объявлен приговор: шесть лет в колонии строгого режима а также солидарное взыскание в пользу Филина 508 тысяч рублей в счёт компенсации материального вреда и 3 миллиона рублей в счёт компенсации морального ущерба. 6 марта 2014 года Мосгорсуд частично удовлетворил жалобу адвоката Дмитриченко, сократив срок наказания на шесть месяцев. Приговор вступил в законную силу, вскоре Дмитриченко был уволен из Большого театра. Наказание отбывал в Рязанской области, в мае 2016 года, пробыв в заключении более 3 лет, получил условно-досрочное освобождение.

### После заключения
После освобождения Павла Дмитриченко директор Большого театра Владимир Урин заявил, что артиста примут обратно на работу в Большой театр только на конкурсной основе.
В апреле 2018 года оперная часть труппы Большого театра избрала его в качестве председателя творческого профсоюза работников БТ.

## Репертуар
В Большом театре репетировал под руководством Александра Ветрова и Василия Ворохобко.
Исполнял главные партии, среди которых:
- Яшка, «Золотой век»
- Злой Гений, «Лебединое озеро»
- Абдерахман, «Раймонда»
- Спартак, «Спартак»
- Хозе, «Кармен-сюита»
- Тибальд, «Ромео и Джульетта»
- Ганс, «Жизель»
- Иван Грозный, «Иван Грозный» (первый исполнитель партии при возобновлении балета в 2012 году)[17].

## Комментарии
1. ↑  6 марта 2014 года шесть лет первоначального срока наказания[1] были сокращены до пяти лет шести месяцев[2].